# Philophylla aethiops
Philophylla aethiops är en tvåvingeart som först beskrevs av Erich Martin Hering 1939.  Philophylla aethiops ingår i släktet Philophylla och familjen borrflugor. Inga underarter finns listade i Catalogue of Life.